# Ernst Crous
Ernst Crous (* 6. März 1882 in Krefeld; † 31. Mai 1967 ebenda) war ein deutscher Kirchenhistoriker und Bibliothekar.

## Leben
Ernst Crous entstammte einer mennonitischen Familie in Krefeld. Er studierte von 1901 bis 1908 in Marburg, München, Berlin und Bonn Geschichte, Literatur- und Philosophiegeschichte. 1909 promovierte er in Bonn mit einer Schrift über Die religionsphilosophischen Lehren Lockes und ihre Stellung zum Deismus seiner Zeit. Nach kurzer Lehrtätigkeit wurde er Bibliothekar, anfangs in Hamburg und in Jena, dann an der Preußischen Staatsbibliothek in Berlin und von 1944 bis 1946 schließlich in Göttingen, wohin die Berliner Bibliotheksschule am Ende des Zweiten Weltkrieges ausquartiert worden war. In Berlin hatte sich Crous besonders auf die Geschichte von Inkunabeln spezialisiert. Mit Joachim Kirchner veröffentlichte er 1928 ein Buch über gotische Schriftarten.
Als Bibliothekar arbeitete Crous hauptsächlich am Gesamtkatalog der Wiegendrucke (GW) mit, für den er insgesamt 38.000 Inkunabeln in Großbritannien und Irland inventarisierte. Er baute außerdem die Geschäftsstelle für den GW auf und leitete diese von 1920 bis 1925. Er leitete auch die Inkunabelabteilung an der Staatsbibliothek Berlin und betreute große Teile des Realkatalogs. Darüber hinaus war er Dozent an der Bibliothekarschule.
Neben seiner Arbeit als Bibliothekar war Crous auch innerhalb der mennonitischen Bewegung engagiert. Crous setzte sich bereits früh für eine überregionale Vernetzung der deutschen Gemeinden ein und war stark in der Hilfsarbeit für die russlanddeutschen Mennoniten engagiert. Im Jahr 1930 wurde Crous zum Vorsitzenden der Berliner Mennonitengemeinde gewählt. Drei Jahre später war Crous Mitbegründer des Mennonitischen Geschichtsvereins, dessen Vorsitz er zwischen 1947 und 1967 übernahm. Zur gleichen Zeit wirkte er als Mitherausgeber des Mennonitischen Lexikons und als Vorsitzender der Täuferaktenkommission des Vereins für Reformationsgeschichte. Als mennonitischer Historiker verfasste er mehrere Aufsätze zur täuferisch-mennonitischen Geschichte in Zeitschriften und Lexika. Zu nennen sind hier unter anderem das Religionslexikon Religion in Geschichte und Gegenwart und die nordamerikanische Mennonite Encyclopedia. Zwischen 1949 und 1966 war er auch in der Schriftleitung der Mennonitischen Geschichtsblätter vertreten. Crous war darüber hinaus stark am ökumenischen Dialog interessiert. Als Vertreter der norddeutschen Mennonitengemeinden nahm er 1948 aktiv an der Gründung der Arbeitsgemeinschaft Christlicher Kirchen in Deutschland wie auch des Ökumenischen Rat der Kirchen teil. In den Jahren 1949/50 lehrte er als Gastdozent an den mennonitischen Colleges in Goshen, Bluffton und North Newton und half so eine intensive Zusammenarbeit zwischen mennonitischen Historikern und Theologen in Europa und Nordamerika zu etablieren. Crous begann bereits in Berlin gemeinsam mit seiner Frau Therese Genthe Schriften und Quellen zur Täufergeschichte zu sammeln und schuf so die Basis für die Mennonitische Forschungsstelle, die seit 1968 auf den Weierhof in der Pfalz angesiedelt ist. Therese Genthe war ebenfalls Bibliothekarin. Das Paar hatte zwei Söhne, die beide im Zweiten Weltkrieg fielen.
In der Zeit des Nationalsozialismus zeigte sich Crous größtenteils loyal gegenüber dem Staat. Mit seiner Position die Entscheidung über die Teilnahme am Militärdienst dem Gewissen des Einzelnen zu überlassen, rückte Crous deutlich von den früheren pazifistischen Standpunkten der Täufer ab. Zugleich bemühte sich Crous um eine Ausnahme vom Schwören von Eiden in den Institutionen der NS-Staates wie Reichsarbeitsdienst und Wehrmacht.

## Veröffentlichungen (Auswahl)
- Die Grundlagen der religionsphilosophischen Lehren Lockes. Karras, Halle a.S. 1909 (Bonn, Univ., philos. Fak., Diss. v. 15. Okt. 1909).
- Die religionsphilosophischen Lehren Lockes und ihre Stellung zu dem Deismus seiner Zeit. Niemeyer, Halle a.S. 1910 (Abhandlungen zur Philosophie und ihrer Geschichte; 34) (Teilw. zugl.: Bonn, Univ., Diss., 1909).
- The general catalogue of incunabula: a paper read before the Bibliographical Society, december 16, 1912, together with an inventory of incunabula in Great Britain and Ireland. Blades, East & Blades, London 1914.
- Die Bücherzeichen (Exlibris) in den Wiegendrucken der Staatsbibliothek. In: 15 Jahre königliche und Staatsbibliothek, dem scheidenden Generaldirektor Exz. A. v. Harnack zum 31. März 1921 überreicht von den wissenschaftlichen Beamten der Preussischen Staatsbibliothek. Preußische Staatsbibliothek Berlin, Berlin 1921, S. 240–253.
- Die Campe-Fraktur „Der Einsiedler von Warkworth“: ein Beitrag zur Geschichte der Schriftreform und Literatur des achtzehnten Jahrhunderts. Vieweg, Braunschweig / Schriftgiesserei H. Berthold, Abteilung Privatdrucke, Berlin 1925 (Bertholddruck / H.-Berthold-Messinglinienfabrik und Schriftgiesserei; 13).
- Hrsg.: Gesamtkatalog der Wiegendrucke, Bd. 1. Hiersemann, Leipzig 1925.
- Die Abkürzungszeichen in den Wiegendrucken. In: Aloys Ruppel (Hrsg.): Gutenberg Festschrift zur Feier des 25jährigen Bestehens des Gutenbergmuseums in Mainz. Gutenberggesellschaft, Mainz 1925, S. 288–294.
- Die Schriftgießereien in Königsberg unter Friedrich dem Großen: 1740 bis 1766; nach archivalischen Quellen. H. Berthold A.-G., Abteilung Privatdrucke, Berlin / Königsberger Allgemeine Zeitung und Verlags-Druckerei Königsberg 1926 (Bertholddruck / H.-Berthold-Messinglinienfabrik und Schriftgiesserei; 18).
- Printing: a short history of the art. Grafton, London 1927.
- Die Schriftgießereien in Berlin von Thurneysser bis Unger: nach handschriftlichen und gedruckten Quellen dargestellt. H. Berthold A.G., Abteilung Privatdrucke, Berlin / Büxenstein, Berlin 1928 (Bertholddruck / H.-Berthold-Messinglinienfabrik und Schriftgiesserei; 21).
- zusammen mit Joachim Kirchner: Die gotischen Schriftarten, Klinkhardt & Biermann, Leipzig 1928 (Digitalisat).
- Mitarbeit: Fünfzig Jahre Reichsdruckerei, 1879–1929: mit einem Rückblick auf den Berliner Buchdruck für Hof und Staat bis zur Begründung der Reichsdruckerei. Reichsdruckerei Berlin, Berlin 1929.
- Schrift und Satz im Berliner Buchdruck von der Mitte des 16. bis zur Mitte des 18. Jahrhunderts: ein Beitrag zur Geschichte des deutschen Buchstils in wenig bekannter Zeit. In: Albert Hartmann (Hrsg.): Festschrift für Georg Leidinger, zum 60. Geburtstag am 30. Dez. 1930. Schmidt, München 1930, S. 37–46.
- Dürer und die Schrift: Dürers Abhandlung aus seiner „Unterweisung der Messung“. Aldus Druck, Berlin 1933 (Vereinsgabe des Berliner Bibliophilen Abends; 1933).
- Der Beitrag der Mennoniten zum Wiederaufbau Deutschlands im Zeitalter des Dreißigjährigen Krieges: Vortrag. In: Mennonitische Geschichtsblätter. Jg. 3 (1938).
- Mennoniten im alten Reich und Staat. In: Die Heimat, Jg. 18 (1939).
- Von der Handschrift zur Druckschrift. In: Archiv für Buchgewerbe und Gebrauchsgraphik (1939), H. 1, S. 23–36.
- Wie die Mennoniten in die deutsche Volksgemeinschaft hineinwuchsen: Vortrag. In: Mennonitische Geschichtsblätter, Bd. 4 (1939).
- Mitarb.: Mennonitisches Lexikon, Bd. 3: Mainz–Ryke. Schneider, Karlsruhe 1958.
- Mitarb.: Mennonitisches Lexikon, Bd. 4: Saarburg–Zylis. Schneider, Karlsruhe 1967.